# Platyzosteria subaquila
Platyzosteria subaquila är en kackerlacksart som beskrevs av M. Josephine Mackerras 1967. Platyzosteria subaquila ingår i släktet Platyzosteria och familjen storkackerlackor. Inga underarter finns listade i Catalogue of Life.